# Померапе
Померапе (ісп. Pomerape) — стратовулкан, розташований на кордоні Чилі (регіон Аріка-і-Парінакота) і Болівії (департамент Оруро). Вулкан є частиною вулканічного комплексу Невадос-де-Паячата, разом з вулканом Парінакота на південь від нього. Вулкан утворився в епоху Плейстоцену.
Гора має альпіністський рейтинг AD, з деякими ділянками крутіше за 50 градусів із сходженням по снігу та дрібному камінню. На висоті 5300 м в сідловині між Парінакотою і Померапе можна розбити табір. Залежно від сезону складність сходження значно змінюється, найкращий для сходження сезон — з червня до листопада.